# Raggio di sole (film 1912)
Raggio di sole (The Sunbeam) è un cortometraggio muto del 1912 diretto da David W. Griffith.

## Trama
Una bimba, di nome Sunbeam, veglia la madre gravemente ammalata. Poco dopo la donna muore ma la bimba, credendo che dorma, per non svegliarla, esce di casa e va alla ricerca di un compagno di giochi negli altri appartamenti dei piani sottostanti al suo, intrufolandosi dapprima in casa di un'austera zitella, quindi in quella di uno scapolo: entrambi sono due individui che vivono da soli e che la solitudine ha reso aridi. La bambina, però, con il suo allegro modo di fare, con la sua dolcezza ed i suoi sorrisi riesce a aprire un poco il cuore dei due, facendosi coccolare prima dalla donna e poi dallo scapolo. Poco dopo, la zitella, nell'intento di ricuperare un suo fermaglio per capelli scomparso, cerca la bambina in casa dello scapolo. Nel frattempo, però, al di fuori dell'appartamento, alcuni ragazzini burloni attaccano un segnale di quarantena per "scarlattina" sulla porta della casa del giovanotto, cosicché la polizia impedisce a tutti i presenti di lasciare l'alloggio. Grazie a questa convivenza forzata, la zitella e lo scapolo finiscono coll'innamorarsi. Quando l'equivoco si risolve e i poliziotti permettono ai tre di uscire di casa, il giovanotto e la donna accompagnano Sunbeam a casa sua dove trovano la mamma morta. Entrambi capiscono che sposandosi risolverebbero sia il loro problema di solitudine che quello della graziosa bambina rimasta orfana ma che potranno, così, adottare.

## Produzione
Il film fu prodotto dalla Biograph Company.

## Distribuzione
Distribuito dalla General Film Company, il film - un cortometraggio in una bobina - uscì nelle sale cinematografiche statunitensi il 26 febbraio 1912.